# گمینا پووایوو
گمینا پووایوو (به لهستانی:  Gmina Połajewo) یک گمینا در لهستان است که در شهرستان چارنکوو-تژچیانکا واقع شده‌است. گمینا پووایوو ۱۴۱٫۹۷ کیلومتر مربع مساحت و ۶٬۱۴۰ نفر جمعیت دارد.